# Ernest Schultz
Ernest Schultz (ur. 29 stycznia 1931 w Dalhunden, zm. 20 września 2013) – francuski piłkarz grający na pozycji napastnika. W swojej karierze rozegrał 1 mecz w reprezentacji Francji, w którym strzelił gola.

## Kariera klubowa
Karierę piłkarską Schultz rozpoczął w klubie Olympique Lyon. W sezonie 1952/1953 zadebiutował w nim w drugiej lidze francuskiej. W sezonie 1953/1954 wygrał z Lyonem rozgrywki drugiej ligi i wywalczył awans do pierwszej. W Olympique grał do końca sezonu 1956/1957.
Latem 1957 roku Schultz przeszedł z Olympique do Toulouse FC. W Toulouse, podobnie jak w Lyonie, był podstawowym zawodnikiem. W klubie tym występował do 1963 roku. W sezonie 1963/1964 grał w drugoligowym FC Nancy, a w 1964 roku odszedł do innego zespołu z tej ligi, US Boulogne. W 1967 roku w barwach Boulogne zakończył swoją karierę.
| Sezon   | Klub           | Kraj    | Rozgrywki  | Mecze | Bramki |
| ------- | -------------- | ------- | ---------- | ----- | ------ |
| 1952/53 | Olympique Lyon | Francja | Division 2 | 27    | 13     |
| 1953/54 | Olympique Lyon | Francja | Division 2 | 32    | 21     |
| 1954/55 | Olympique Lyon | Francja | Division 1 | 23    | 10     |
| 1955/56 | Olympique Lyon | Francja | Division 1 | 33    | 15     |
| 1956/57 | Olympique Lyon | Francja | Division 1 | 32    | 10     |
| 1957/58 | Toulouse FC    | Francja | Division 1 | 34    | 21     |
| 1958/59 | Toulouse FC    | Francja | Division 1 | 35    | 15     |
| 1959/60 | Toulouse FC    | Francja | Division 1 | 34    | 15     |
| 1960/61 | Toulouse FC    | Francja | Division 1 | 32    | 13     |
| 1961/62 | Toulouse FC    | Francja | Division 1 | 30    | 12     |
| 1962/63 | Toulouse FC    | Francja | Division 1 | 22    | 10     |
| 1963/64 | FC Nancy       | Francja | Division 2 | 30    | 16     |
| 1964/65 | US Boulogne    | Francja | Division 2 | 27    | 14     |
| 1965/66 | US Boulogne    | Francja | Division 2 | 30    | 11     |
| 1966/67 | US Boulogne    | Francja | Division 2 | 19    | 4      |

## Kariera reprezentacyjna
Swoje jedyne spotkanie w reprezentacji Francji Schultz rozegrał 28 września 1961 roku. Był to mecz rozegrany w ramach eliminacji MŚ 1962 z Finlandią, który Francja wygrała 5:1, a Schultz strzelił jednego z goli. Wcześniej, w 1954 roku, Schultz był w kadrze Francji na mistrzostwa świata w Szwajcarii.
| Mecze i gole w reprezentacji | Mecze i gole w reprezentacji | Mecze i gole w reprezentacji | Mecze i gole w reprezentacji | Mecze i gole w reprezentacji | Mecze i gole w reprezentacji | Mecze i gole w reprezentacji |
| #                            | Data                         | Stadion                      | Rywal                        | Wynik                        | Gol                          | Rozgrywki                    |
| 1961                         | 1961                         | 1961                         | 1961                         | 1961                         | 1961                         | 1961                         |
| ---------------------------- | ---------------------------- | ---------------------------- | ---------------------------- | ---------------------------- | ---------------------------- | ---------------------------- |
| 1.                           | 28.09.1961                   | Paryż, Francja               | Finlandia                    | 5:1                          | 1                            | el. MŚ 1962                  |